# Antoni Rossell i Mayo
Antoni Rossell i Mayo és un professor titular de Filologia Romànica de la Universitat Autònoma de Barcelona (UAB) i director de l'Arxiu Occità (Institut d'Estudis Medievals, UAB). També és llicenciat en Filologia Clàssica (Grec) i doctor en Filologia Romànica. Ha estat director del Centre d'Estudis Trobadorescos de l'Ajuntament de Castelló (1993 – 1996) i en l'actualitat forma part del Projecte d'Investigació aprovat pel Ministeri Historia de la Métrica Medieval Castellana, de la Universitat d'Alcalà. D'altra banda, és membre de l'Institut d'Humanitats i de l'Institut d'Estudis Medievals, de la UAB.
És intèrpret de música medieval i director de C. Courtly Music Consort, ha actuat com a tenor i baríton, ha realitzat diverses composicions i ha col·laborat en diferents espectacles de música contemporània amb Carles Santos i amb el compositor austríac Werner Schulze. El mes d'octubre de 2007, va participar en el concert inaugural de la Fira del Llibre de Frankfurt dedicat a Catalunya, en l'espectacle que va dirigir Joan Ollé, i ha fet diferents gires com a solista per Europa, Rússia i Amèrica.
En l'actualitat, prepara un espectacle i un CD sobre textos de la poeta catalana Susanna Rafart i un CD sobre els Plecs Poètics catalans dels segles XVII i xviii. Recentment ha actuat al Festival Internacional El Cantar de las Culturas. Nansa Intercultural a Cantàbria (agost 2013) amb el rabequista càntabre Chema Puente.
Ha publicat nombrosos llibres i articles, la seva majoria dedicats a la poesia i la música a l'edat mitjana. També ha enregistrat diversos discos sobre la matèria.